# قبور مينغ
قبور مينغ (بالصينية: 明十三陵) ثلاثة عشر من الأضرحة الإمبراطورية التي بناها أباطرة أسرة مينغ الصينية.

## معرض صور

مخطط قديم للقبور
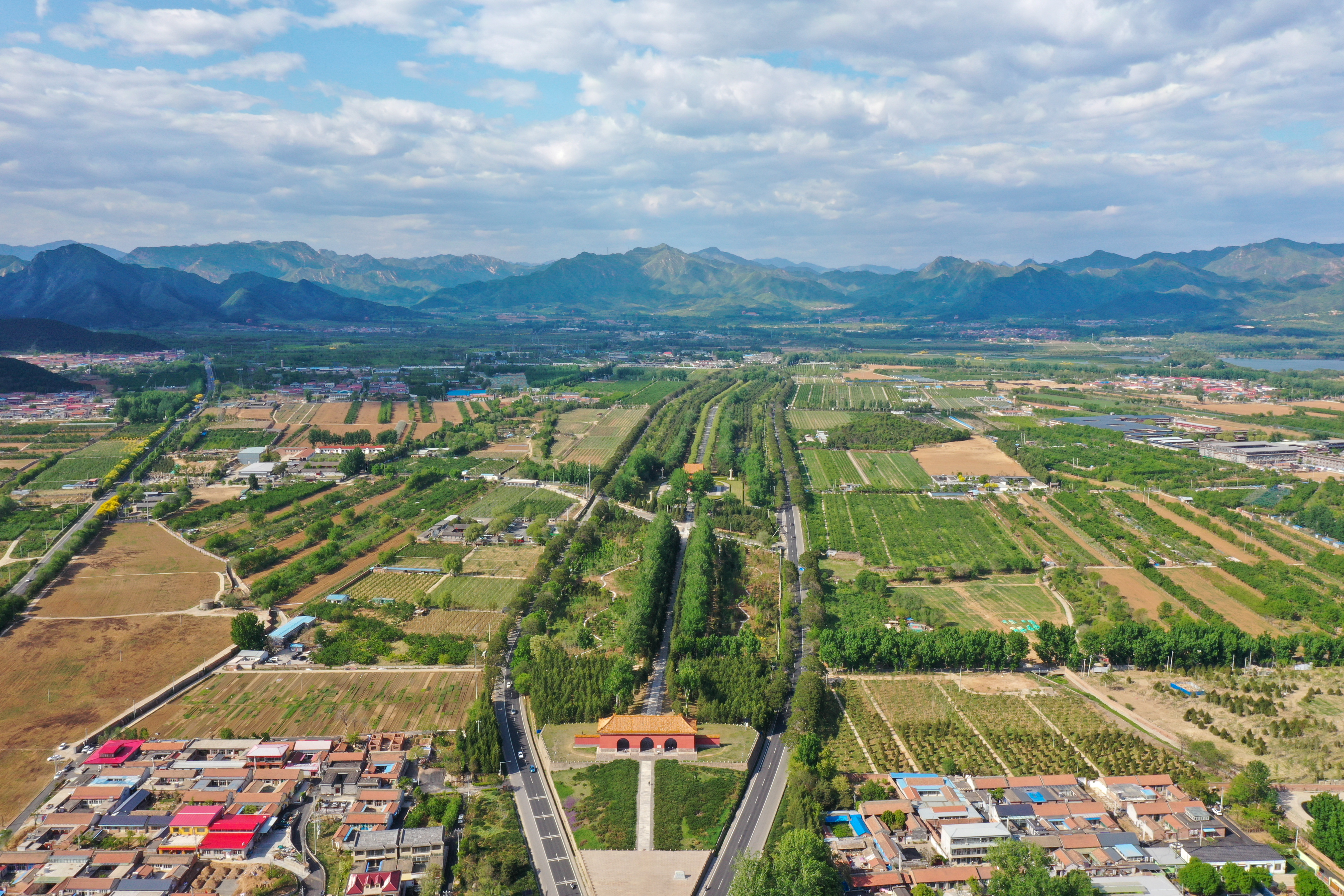
بوابة القبور 13
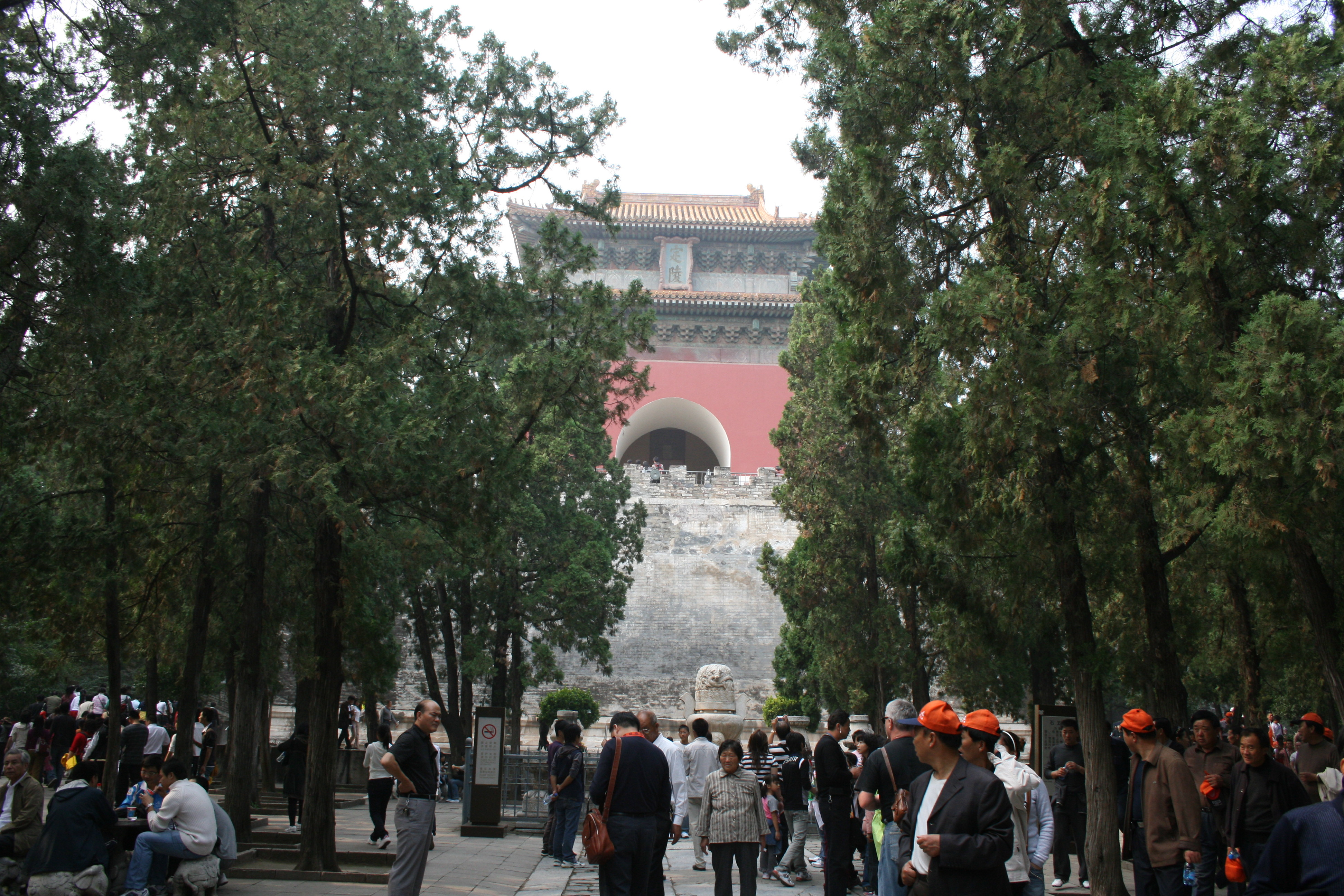
برج القبور
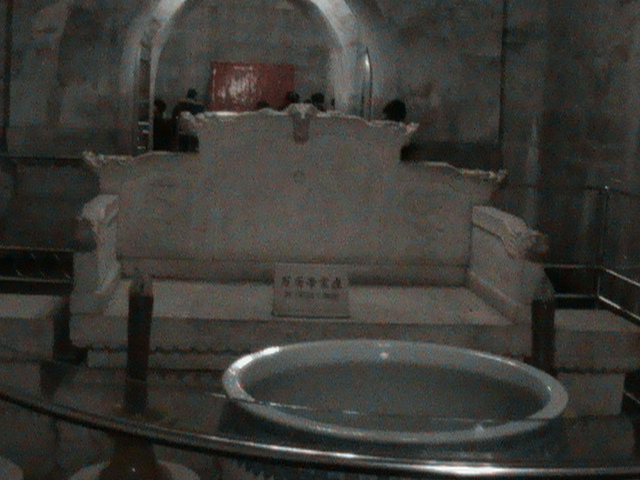
داخل القبور
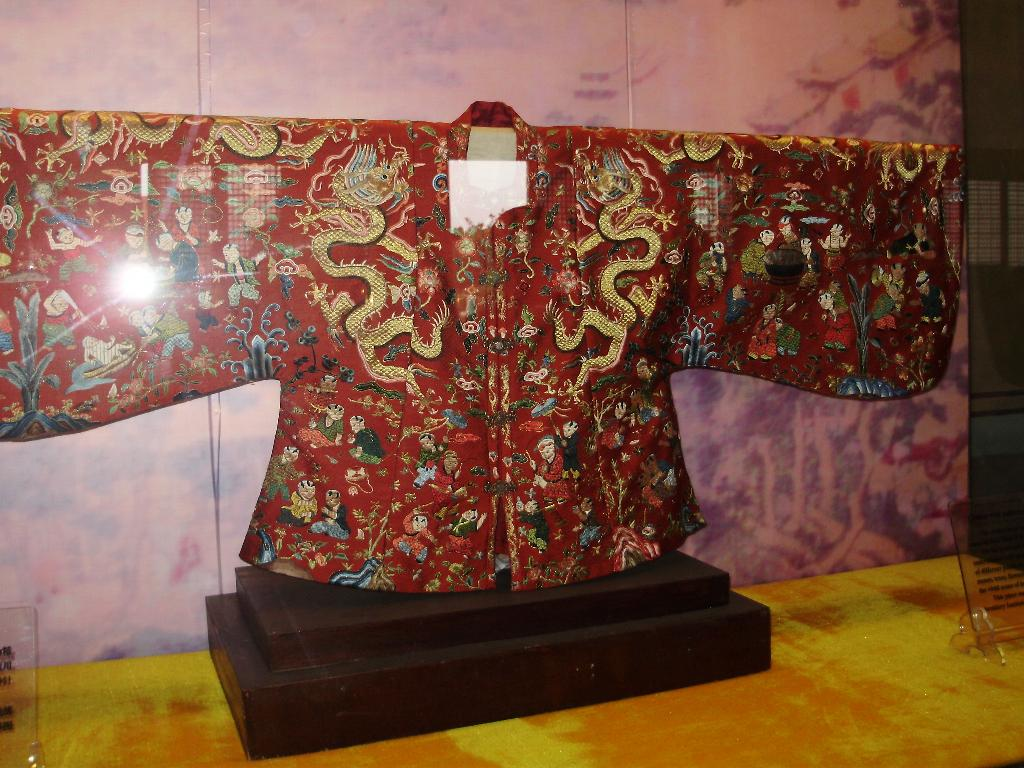
ثوب تقليدي

## أعلام
- الإمبراطور يونغلي
- الإمبراطور وانلي
- الإمبراطور جياجينغ